# SnatchBot
SnatchBot is een softwarematig hulpmiddel voor het maken van chatbots in de cloud, specifiek ontworpen voor sociaalnetwerksites.

## Geschiedenis
SnatchBot werd in 2015 opgericht door Henri Ben Ezra en Avi Ben Ezra en is een technologiebedrijf dat uit Herzliya Pituach in Israël komt.
In juli 2017 sponsorde Snatchbot de Chatbot-top die werd gehouden in Berlijn, Duitsland. In december 2017 waren meer dan 30 miljoen eindgebruikers betrokken bij chatbots die waren gebouwd op het SnatchBot-platform.

## Gebruik
Met SnatchBot kunnen gebruikers kunstmatige bots bouwen voor Facebook Messenger, Skype, Slack, sms, Twitter en andere sociaalnetwerksites. SnatchBot biedt daarbij ook modellen voor natuurlijke taalverwerking. In combinatie met de hulpmiddelen voor machinaal leren en kunstmatige intelligentie kunnen op het platform chatbots worden gemaakt die de intenties van gebruikers kunnen analyseren. Een praktische toepassing hiervan is de functie van een helpdesk, waarbij gebruikers vragen kunnen stellen aan de chatbot.